# شبکه محلی
شبکهٔ محلی یا شبکهٔ داخلی یا لَن - LAN (به انگلیسی: Local Area Network) یک شبکه رایانه‌ای است که محدوده کوچکی مانند یک خانه، یک دفتر کار یا گروهی از ساختمان‌ها را پوشش می‌دهد. در مقایسه با شبکه‌های گسترده (WAN) از مشخصات تعریف‌شده شبکه‌های محلی می‌توان به سرعت (نرخ انتقال) بسیار بالاتر آنها، محدوده جغرافیایی کوچکتر و عدم نیاز به خطوط استیجاری مخابراتی اشاره کرد.
دو فناوری اترنت (Ethernet) روی کابل زوج به‌هم‌تابیده (UTP) و وای-فای (Wi-Fi) رایج‌ترین فناوری‌هایی هستند که امروزه استفاده می‌شوند، با این حال فناوری‌های آرکنت (ARCNET) و توکن رینگ (Token Ring) و بسیاری روش‌های دیگر در گذشته مورد استفاده بوده‌اند.

## تاریخچه
پیش از ظهور رایانه‌های شخصی (PC)، امکان داشت که یک محل تنها یک رایانه مرکزی داشته باشد، و کاربران به‌وسیله پایانه‌ها از طریق کابل‌کشی ساده و کم‌سرعتی به آن دسترسی داشتند. شبکه‌هایی مانند SNA متعلق به شرکت آی‌بی‌ام (IBM) جهت ارتباط پایانه‌ها یا دیگر رایانه‌های مرکزی در محل‌های دوردست از طریق خطوط اجاره ای بکارگرفته شدند، از این رو این ارتباطات شبکه‌های گسترده (WAN) بودند.
اولین شبکه محلی در دهه ۱۹۷۰ (میلادی) ساخته شد و به منظور ارتباطات پرسرعت بین چند رایانه بزرگ در یک محل بکار گرفته شد. از میان بسیاری سیستم‌های رقیب که در این دوران ساخته شدند، اترنت و آرکنت مشهورترین‌ها هستند.
توسعه و ازدیاد رایانه‌های شخصی که با سیستم‌عاملهای CP/M و DOS کار می‌کردند این حقیقت را با خود به همراه آوردند که خیلی زود هر مکان به تنهایی پر از ده‌ها و صدها رایانه گردد. اولین انگیزه برای شبکه‌کردن این محل‌ها عموماً به اشتراک گذاشتن فضای دیسک و چاپگرهای لیزری بود، که هر دو در آن زمان بسیار گران بودند. برای چندین سال این ایده بسیار مورد توجه و علاقه بود، طوری‌که از سال ۱۹۸۳ به بعد، متخصصان صنعت رایانه مرتباً اظهار می‌داشتند که سال بعدی سال شبکه محلی است.
در واقع زیاد شدن تنوع لایه فیزیکی و قراردادهای شبکه ناسازگار، و چندگانگی در تعیین بهترین روش به اشتراک گذاشتن منابع، به ایده فوق صدمه زد. به تبع هر فروشنده کارت شبکه، کابل شبکه، قرارداد و سیستم‌عامل شبکه خودش را عرضه می‌کرد. با ظهور سیستم‌عامل Netware محصول شرکت ناول (Novel) راه حلی پدید آمد، به این ترتیب که این سیستم‌عامل ۴۰ نوع کابل و کارت شبکه رقیب را پشتیبانی می‌کرد و علاوه بر آن از دیگر سیستم‌عامل‌های رقیب بسیار حرفه‌ای‌تر بود. سیستم‌عامل Netware از همان آغاز پیدایش شبکه‌های محلی رایانه‌های شخصی در سال ۱۹۸۳ تا اواسط دهه ۱۹۹۰ براین بازار حکمرانی می‌کرد، تا آنکه شرکت مایکروسافت سیستم‌عامل Windows NT Advanced Server و Windows for Workgroups را عرضه کرد.
از رقبای سیستم‌عامل Netware تنها VINES ساخت شرکت بانیان (Banyan) از نظر قدرت فنی با آن قابل مقایسه بود، ولی شرکت Banyan هرگز بنیان استواری پیدا نکرد. شرکت‌های مایکروسافت و تریکام (3COM) با یکدیگر همکاری کردند تا یک سیستم‌عامل شبکه ساده بسازند که حاصل آن شد اساس سیستم‌عاملهای ۳+Share محصول تریکام، LAN Manager محصول مایکروسافت و سرور لن محصول شرکت آی‌بی‌ام که هیچ‌کدام ازین سیستم‌عامل‌ها موفقیت قابل ملاحظه‌ای به دست نیاوردند.
در همین دوران ایستگاه‌های کاری (Workstation) (رایانه‌های) مبتنی بر سیستم‌عامل یونیکس (Unix) از فروشندگانی مانند شرکت‌های سان مایکروسیستمز (Sun Microsystems)، هیولت پکارد (Hewlett Packard)، سیلیکن گرافیکس (Silicon Graphics)، اینترگراف (Intergraph)، نکست (NeXT) و آپلو (Apollo) از شبکه‌سازی مبتنی بر قرارداد مجموعه پروتکل اینترنت استفاده می‌کردند. اگرچه اعضای این گروه از شرکت‌های تجاری که به تولید چنین محصولی می‌پرداختند کمتر شده‌اند، ولی ادامه یافتن توسعه فناوری در این زمینه، بر روی اینترنت و همچنین دو سیستم‌عامل لینوکس (Linux) و اواس ده محصول شرکت اپل (Apple) تأثیر گذاشت و امروزه قرارداد TCP/IP تقریباً به‌طور کامل جایگزین قراردادهای تبادل بسته بین‌شبکه‌ای، AppleTalk, NBF و دیگر قراردادهایی که در شبکه‌های محلی اولیه رایانه‌های شخصی به کار می‌رفت شده‌است.

## جنبه‌های فنی

با اینکه امروزه قرارداد راهگزینی اترنت رایج‌ترین قرارداد لایه پیوند داده و قرارداد IP رایج‌ترین قرارداد لایه شبکه است، در گذشته گزینه‌های بسیار دیگری مورد استفاده بودند و بعضی از آن‌ها هنوز در بعضی نواحی کوچک مشهور مانده‌اند.
شبکه‌های محلی کوچکتر عموماً از یک یا چند راهگزین (Switch) (در پارسی بیشتر رایج است که به آن سوئیچ می‌گویند) تشکیل شده‌اند که به یکدیگر متصل شده‌اند. جهت دسترسی به اینترنت غالباً یکی از این راهگزین‌ها به یک مسیریاب، مودم کابلی یا مودم ADSL متصل می‌شود.
شبکه‌های محلی بزرگ‌تر به واسطه این ویژگی‌ها شناخته می‌شوند: استفاده از اتصالات اضافی (بیش از یکی جهت پشتیبان) بین راهگزین‌ها، استفاده از قرارداد درخت پوشا (STP) جهت جلوگیری از ایجاد حلقه، توانایی راهگزین‌ها جهت مدیریت انواع مختلف ترافیک با استفاده از استاندارد کیفیت خدمات و همچنین استفاده از شبکه‌های محلی مجازی (VLAN) جهت جداسازی ترافیکها از یکدیگر.
شبکه‌های محلی ممکن است به‌وسیله خطوط اجاره ای، خدمات استیجاری یا به روش تونل‌زنی (Tunneling) بر روی اینترنت با بهره‌جویی از فناوری شبکه‌های مجازی خصوصی (VPN) اتصالاتی به دیگر شبکه‌های محلی داشته باشند.